# Tiêu Tự thần chung
Tiêu Tự thần chung (chữ Hán: 蕭寺晨鐘, có nghĩa Chuông sớm ở chùa vắng), là tên hai bài thơ của Mạc Thiên Tứ; một bằng chữ Hán được xếp trong tập Hà Tiên thập vịnh (khắc in năm 1737), và một bằng chữ Nôm được xếp trong tập Hà Tiên thập cảnh khúc vịnh (chưa được khắc in). Cả hai bài đều nói về tiếng chuông sớm vang lên từ ngôi chùa Tiêu, một danh lam của đất Hà Tiên xưa của Việt Nam.

## Giới thiệu đề tài
Theo sách Nghiên cứu Hà Tiên, trong Hà Tiên thập vịnh in năm 1737, bài thơ có tên Tiêu Tự hiểu chung. Khi họa vận mười bài thơ này vào năm 1753, Nguyễn Cư Trinh đổi tựa lại là Tiêu Tự thần chung. Và hiện nay có ba ý kiến khác nhau về ngôi chùa đã phát ra tiếng chuông trong thơ:
- Ý kiến thứ nhất: chùa Tiêu ở núi Địa Tạng. Sách Gia Định thành thông chí chép:

Địa Tạng Sơn (núi Địa Tạng) Ở về phía bắc của trấn, cách núi Phù Dung 5 dặm. Trên núi có chùa Địa Tạng, vì vậy nên có tên là núi Địa Tạng. Chùa nầy công đức trang nghiêm, ai vào cửa chùa bỗng thấy tắt hẳn tục niệm tham sân, thật là cảnh giới làm bậc thang để đến non Thứu. Đây là cảnh Tiêu tự thần chung (chuông mai chùa vắng) là một trong số 10 cảnh đẹp của Hà Tiên .
- Ý kiến thứ hai: chùa Tiêu là chùa Tam Bảo ngày nay, hiện tọa lạc tại số 328, tổ 2, ấp Ao Sen, đường Phương Thành, phường Bình San, thị xã Hà Tiên, tỉnh Kiên Giang.

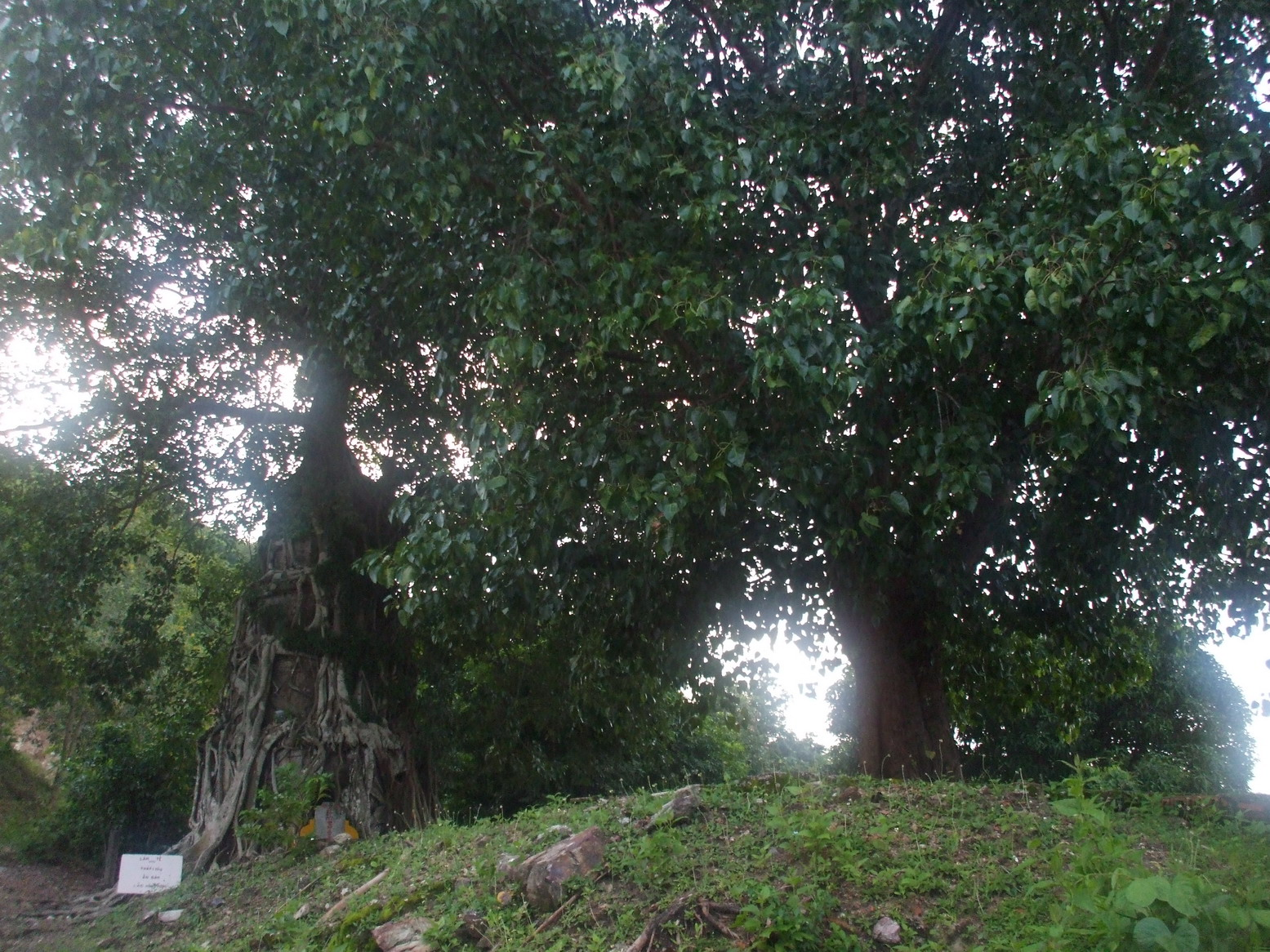
Nền chùa Phù Dung cũ

- Ý kiến thứ ba: chùa Tiêu là chùa Phù Dung cổ.

Sau khi dẫn chứng, tác giả sách Nghiên cứu Hà Tiên viết: Chúng tôi khẳng định rằng chùa Tiêu (Tiêu Tự) chính là chùa Phù Dung cổ, tọa lạc ở phía tây nam núi Phù Dung.
Và cũng theo tác giả này, thì Gia Định thành thông chí, Đại Nam nhất thống chí đều mô tả đúng vị trí Tiêu Tự, nhưng ghi lầm tên là chùa Địa Tạng.

## Giới thiệu thơ

### Bài chữ Hán
| Nguyên tác: 蕭寺晨鐘 殘星寥落向天拋， 戊夜鯨音遠寺敲。 净境人緣醒世界， 孤聲清越出江郊。 忽驚鶴唳繞風樹， 又促烏啼倚月稍。 頓覺千家欹枕後， 雞傳曉信亦寥寥。 | Phiên âm Hán-Việt: Tiêu Tự thần chung Tàn tinh tiêu lạc hướng thiên phao, Mậu dạ kình âm viễn tự xao. Tịnh cảnh nhân duyên tinh thế giới, Cô thinh thanh việt xuất giang giao. Hốt kinh ngạc lệ nhiễu phong thụ, Hựu súc ô đề ỷ nguyệt sao. Đốn giác thiên gia y chẩm hậu, Kê truyền hiểu tín diệc liêu liêu |

### Bài thơ Nôm
Bài này nằm trong tập Hà Tiên thập cảnh khúc vịnh, gồm một khúc vịnh dài 34 câu, và kết thúc bằng một bài thơ Đường luật như sau:
Rừng thiền sít sát án ngoài tào,
Chuông gióng chùa Tiêu tiếng tiếng cao.
Chày thỏ bạt vang muôn khói sóng,
Oai kình tan tác mấy cung sao.
Não phiền kẻ nấu sôi như vạc,
Trí tuệ người mài sắc tợ dao.
Mờ mịt gẫm dường say mới tỉnh,
Phù sanh trong một giấc chiêm bao.

## Lời bình
Bài Hán thi Tiêu Tự thần chung, tác giả đã khéo mượn thêm ý cảnh bên ngoài chùa chiền để làm nổi bật tiếng chuông chùa. Thi sĩ Đông Hồ có lời bình đại để như sau: 
Câu phá đề (câu 1) bốn chữ "tàn tinh liêu lạc" rất đắc địa. Câu thừa đề (câu 2) điểm ngay vào tiếng chuông vang lên trong cảnh đêm tàn. Câu thực trên (câu 3), nói về tai người nghe tiếng chuông mà lòng những mơ màng. Câu thực dưới (câu 4) tả thanh âm của hồng chung đồng vọng vang đầy khắp bờ cây nến nước. Cặp luận (câu 5 & 6) mượn thêm tiếng hạc, tiếng quạ. Hai câu kết (câu 7&8) nói lòng người bâng khuâng khi vừa mới thức, giấc mộng vừa tan, bên gối mơ màng, tâm hồn chưa định, thì bỗng vang lên một tiếng gà gáy sớm, mà người đã khát khao, chờ đợi...
Toàn thể bài Hán thi, nửa trên nói về tiếng chuông; nửa dưới mượn thêm những tiếng khác góp với tiếng chuông để gây nên một bản hòa tấu thanh âm, một khúc nhạc đón bình minh rộn rã; làm cho cảnh chùa tịch mịch mà bỗng hóa xôn xao, đang buồn bã bỗng hóa vui. Bài đã tỏ được cảnh "tiêu tự", mà lại tỏ rõ được tiếng "thần chung".
Đề cập bài Tiêu Tự thần chung luật Nôm, thi sĩ Đông Hồ cũng có lời bình: 
Tác giả mượn tiếng chuông chùa để cảnh tỉnh người đời. Ý thơ rất đắc địa, vì thời khắc thỉnh chuông vừa đúng lúc tàn canh, người đời cũng vừa tỉnh cơn mộng mị.
Trích thêm nhận xét của GS. Lê Đình Kỵ: 
Tiếng chuông trong bài thơ Nôm Tiêu Tự thần chung không phải là tiếng chuông chiều mộ vắng của một Hàn sơn tự nào, mà là tiếng chuông giữa buổi sớm, nó đánh thức hơn là ru ngủ. Tuy nó gợi đến kiếp phù sinh, đến cuộc đời mộng ảo; nhưng người đọc vẫn cảm nhận được đó là một tiếng chuông vang dội át cả tiếng sóng rền, làm rung chuyển tận cung mây, lay động đến các vì tinh tú...qua những câu thơ đầy khí thế.